# Arnon
Arnon je reka v osrednji Franciji, levi pritok Cher. Njen izvir se nahaja na skrajnem severovzhodu departmaja Creuse, zahodno od Montluçona, od koder teče pretežno proti severu. Po 150 km se blizu Vierzona izliva v Cher.
Sidiailles

## Geografija

### Departmaji in kraji
Reka Arnon teče skozi naslednje departmaje in kraje:
- Creuse
- Allier
- Indre
- Cher: Lignières, Chârost, Lury-sur-Arnon.

### Porečje
- Joyeuse (jezero Sidiailles),
- Sinaise,
- Théols.